# Реінвестування
Реінвестува́ння — повторне, додаткове інвестування власного (або іноземного) капіталу у економіку, за рахунок прибутку, отриманого з попереднього інвестування (у ту саму галузь, підприємство, і.т.і.) Дозволяє концентрувати інвестиції на одному об'єкті, збільшувати виробництво.
Фінансове реінвестування відбувається у галузі цінних паперів.
Реальне реінвестування — відбувається у основний та оборотний капітал.